# Sonia Herman Dolz
 (octobre 2018).
Sonia Herman Dolz, née le 15 novembre 1962 à Madrid, est une réalisatrice, scénariste et directrice de la photographie néerlandaise, d'origine espagnole.

## Filmographie
- 1993 : Only The Brave[2]
- 1997 : Lágrimas negras[3]
- 2000 : This Is Me[4]
- 2003 : MASTER AND HIS PUPIL,THE[5]
- 2004 : Mans genoeg
- 2004 : She Came To Win
- 2006 : Portrait of Dora Dolz
- 2009 : Blanco - The Hidden Language of the Soul'
- 2010 : All My Tomorrows
- 2012 : De balletmeesters
- 2014 : Conducting Boijmans
- 2017 : Mariken, Visioen van een Opera

### Cinématographie
- 1988 : Bœuf Bourguignon de Rayke Verhoeven[6]